# The Giver (Chappell Roan)
The Giver is een nummer van de Amerikaanse zangeres Chappell Roan uit 2025.

## Achtergrondinformatie
Het nummer was de opvolger van de hit Good Luck, Babe!. "The Giver" is geïnspireerd door countrymuziek, waar Roan al sinds haar jeugd naar luistert, en door artiesten als Lady Gaga, Dolly Parton, Miranda Lambert, Shania Twain en The Charlie Daniels Band. Vooral het nummer Save a Horse (Ride a Cowboy) van Big & Rich diende als inspiratie. "Country heeft een speciaal plekje in mijn hart", schreef Roan op Instagram. "Ik luisterde er elke dag naar op de schoolbus, bij kampvuren, in supermarkten en karaokebars". Het nummer kent een seksueel getinte tekst en de zangeres omschrijft het als "een lesbisch countrynummer".
"The Giver" werd een grote hit in Noord-Amerika, met een 5e positie in de Billboard Hot 100. Ook in andere Engelstalige landen deed de plaat het goed. In het Nederlandse taalgebied was het succes iets bescheidener; met een 22e positie in de Nederlandse Top 40, en een 16e positie in de Vlaamse Ultratop 50.

## Tracklijst
Muziekdownload
1. "The Giver" - 3:22